# Kabayaki
Kabayaki (蒲焼?) es un término japonés genérico para un plato de pescado fileteado, sin espinas y mojado en una salsa dulce a base de soya, que luego se hace a la parrilla. 

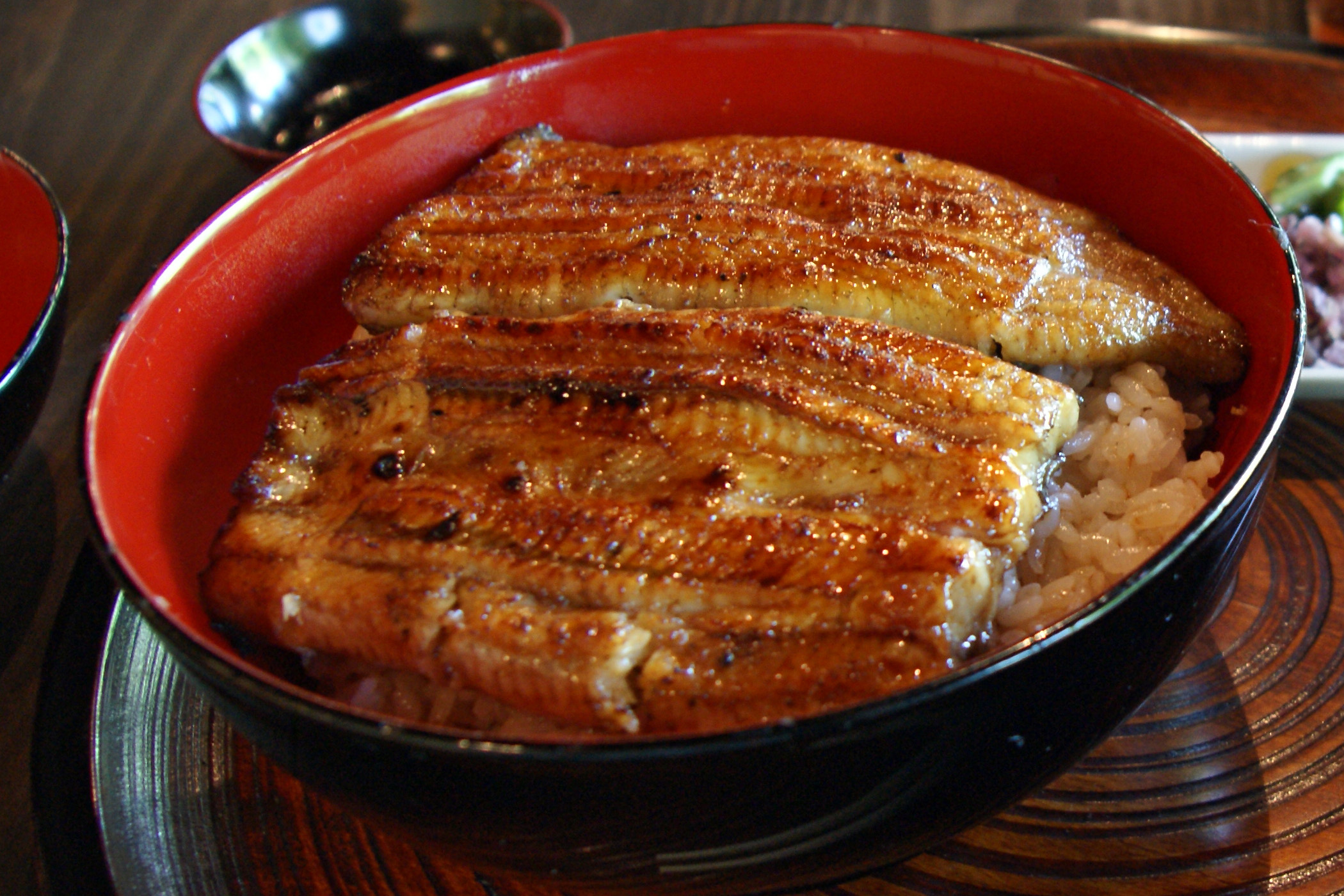
El unadon (鰻丼), plato japonés de unagi.

En general, kabayaki alude al plato hecho con unagi. El kabayaki de anguila es muy popular como alimento nutritivo y que proporciona resistencia.

## Tradición

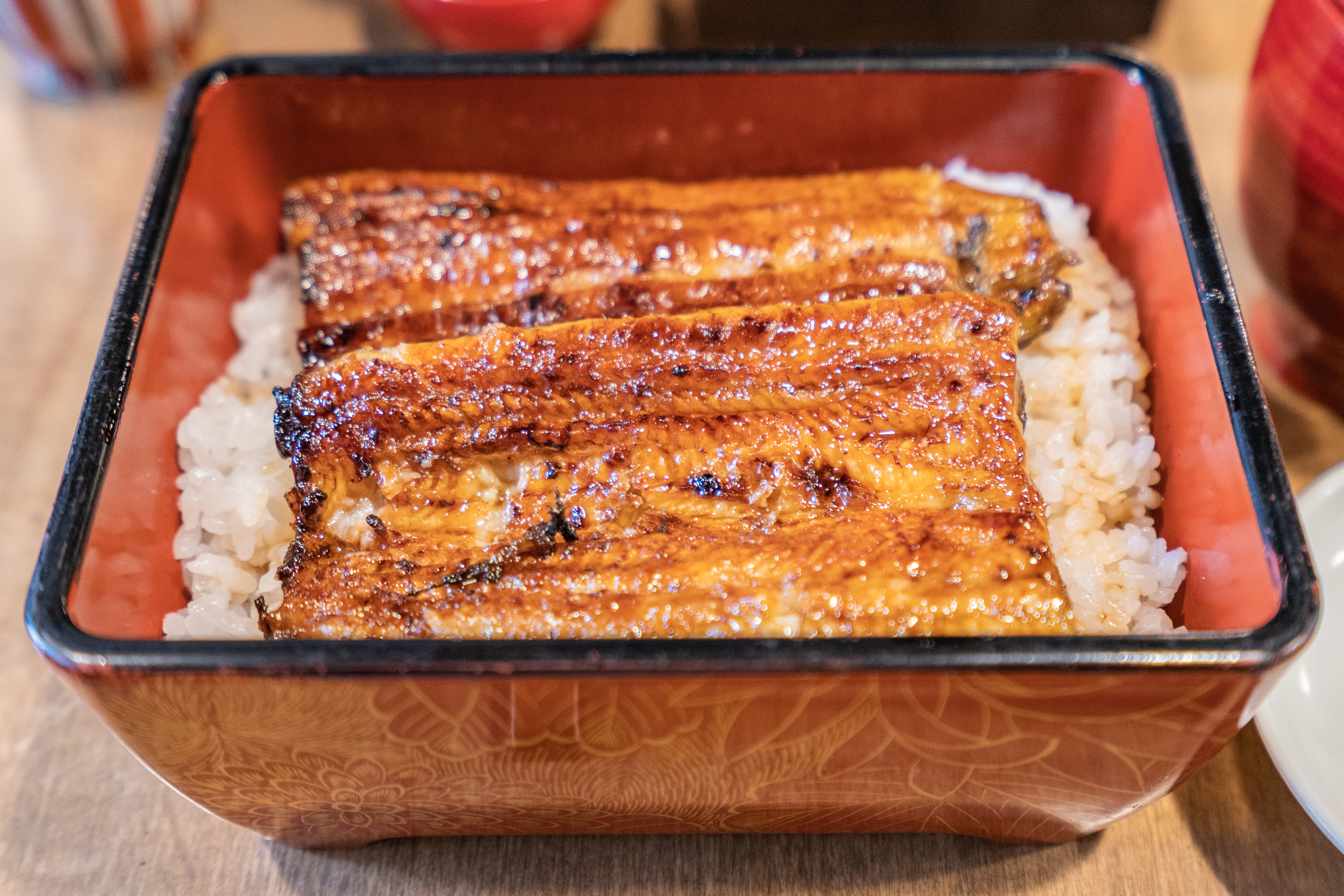
Anguila (unagi) a la kabayaki.

Mucha gente aun respeta las costumbre del periodo Edo de comer kabayaki en verano, especialmente en un día concreto llamado Doyo no ushi no hi -土用の丑の日（どようのうしのひ)-, que queda a mediados de esa estación del año, en fecha variable cada año.

## Preparación regional
En la región de Kantō (este de Japón) la anguila se filetea por la espalda y se cuece al vapor antes de asarse, mientras que en la región de Kansai (oeste) se abre por el vientre y se asa directamente sin hervirse. 

## Emplatado
Aunque el kabayaki suele servirse solo, también puede acompañarse de arroz, llamándose unadon cuando se presenta en un cuenco grande y unaju cuando se dispone en hileras en una caja. Un plato parecido es el mamushi.